# Pasi Kaunisto
Pasi Kaunisto (n. 9 noiembrie 1950, Ylöjärvi, Häme Province⁠(d), Finlanda) este un cântăreț finlandez.